# Без кожи
«Без кожи» (англ. Skinned Deep ) — американский фильм ужасов 2004 года режиссёра Гейба Бартолоса.

## Сюжет
Рассказ прекрасной девушки Тины, заманенной в ловушку маниакальным сельским кланом мутантов-людоедов… Отныне о ней будут заботиться молчаливый Генеральный Хирург, орудующий своими железными челюстями, бесноватый карлик Блюдец, использующий любую посуду как орудие убийства, и монстроподобный Мозг, влюбившийся в свою новую игрушку.
Теперь Тине, ставшей беспомощной свидетельницей их жутких забав, придется пройти по зловонным лабиринтам дома пыток и боли, где на каждом шагу её будет ждать свидание с изощрённой смертью.

## В ролях
- Форрест Дж Экерман … Forrey
- Эрик Беннетт … Phil Rockwell
- Джейсон Дюгре … Brain
- Уорвик Дэвис … Plates
- Кэролин Брандт … Tina Rockwell
- Курт Карли … Surgeon General #2
- Билл Баттс … Graine
- Нил Дули … Pig Pen
- Джоэль Харлоу … Octobaby